# نورت توناواندا (نیویورک)
نورت توناواندا (به انگلیسی: North Tonawanda) شهری در شهرستان نیاگارا ایالت نیویورک است که در سرشماری سال ۲۰۱۰ میلادی، ۳۱۵۶۸ نفر جمعیت داشته است. نورت توناواندا، به‌طور رسمی در تاریخ ۱۸۹۷ میلادی به‌عنوان یک شهر شناخته شد.